# Bank-und Handelshaus Splitgerber & Daum

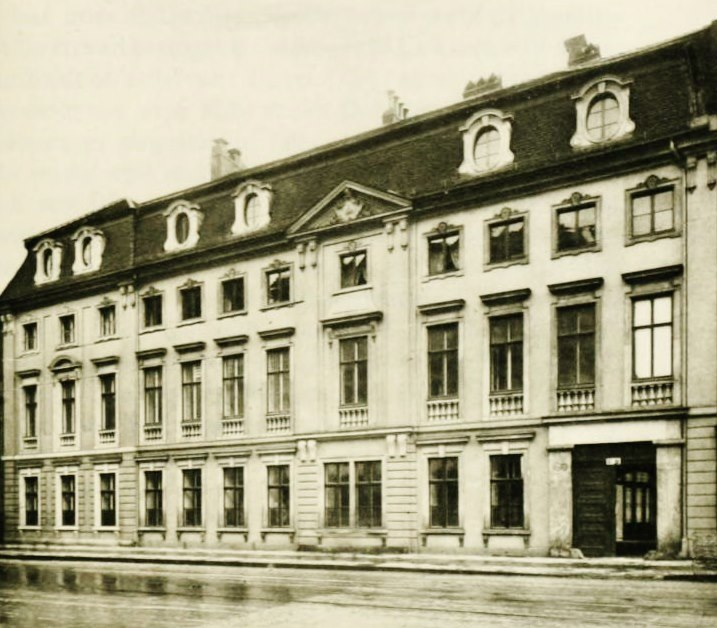
Edifício sede da Splitgerber e Daum, na Gertraudtenstrasse, Berlim.

A Splitgerber & Daum (Banco e Comércio) foi a maior e mais diversificada empresa de negócios da Prússia em seu tempo. O grupo incluía a casa de comércio com o banco que dela emergia, cinco fábricas de açúcar importantes, o armazenamento e os negócios de transporte marítimo, incluindo navios de interior e sua própria frota oceânica. Além disso, as "manufaturas reais" eram operadas por ela em regime de arrendamento, a mais importante das quais era a fábrica de rifles em Potsdam-Spandau.